# لیلا کسری
لیلا کسری (۷ فروردین ۱۳۱۸ – ۲۶ اردیبهشت ۱۳۶۸) که با نام هنری هدیه شناخته می‌شد، شاعر و ترانه‌سرای ایرانی بود.

## زندگی
لیلا کسری در ۷ فروردین ۱۳۱۸ در شهر تهران متولد شد.
وی که از سنین جوانی به شعر روی آورده‌ بود و یکی از مجموعه‌های شعر او یعنی کتاب «فصل مطرح نیست» به‌عنوان بهترین کتاب شعر نو در سال ۱۳۴۸ انتخاب شده بود، از سال ۱۳۵۴ به‌پیشنهاد فریدون خشنود به‌عرصه ترانه‌سرایی وارد شد و فعالیت در این عرصه را تا پایان عمر خویش ادامه داد. او تحصیلات مقدماتی و دبیرستان خود را در زادگاهش به‌انجام رسانید و سپس برای ادامه‌تحصیل راهی انگلستان شد. وی در لندن در رشته کتاب‌داری در دانشگاه کینز کالج تحصیل نمود و پس از پایان تحصیلات خویش به ایران بازگشت.
لیلا کسری پس از بازگشت به ایران در شرکت پتروشیمی ایران استخدام شد و به کار در این شرکت پرداخت.

## همکاری هنری
لیلا کسری پیش از انقلاب، برای خوانندگانی چون نوش آفرین، نسرین، ستار، مهستی، ابی، ایرج، گلپا، الهه و بعد از انقلاب برای خوانندگان دیگری همچون هایده، مهستی، حمیرا، معین، ویگن، حبیب، داریوش، شهره، سیاوش شمس، فرزین و … ترانه سرود. با این وجود شاخص‌ترین و به‌یادماندنی‌ترین آثار او، کارهایی است که وی با هایده انجام داده‌است. چراکه او ترانه‌سرای اختصاصی هایده به‌شمار می‌آمد و سرودن اغلب ترانه‌هایش را بر عهده داشت و در طی این مدت با آهنگسازان مطرحی همچون فرید زلاند، صادق نوجوکی، آندرانیک و... همکاری نمود.

## فعالیت در عرصه شعر
لیلا کسری از سنین نوجوانی و جوانی به فعالیت شاعری روی آورد. وی که در سنین جوانی ازدواج کرده بود، پس از به‌دنیا آمدن دو فرزندش، پاشا و جهان‌شاه، مجموعه‌شعر «یک (پاییز)» و «دو (بهار)» را منتشر کرد. وی سپس دو کتاب شعر دیگر با نام‌های «فصل مطرح نیست» و «جشنواره این سوی پل» را در سالهای ۴۸ و ۴۹ از خود به یادگار گذاشت.
کتاب «فصل مطرح نیست» به‌عنوان بهترین کتاب شعر نو سال ۱۳۴۸ انتخاب شد. او به‌عنوان شاعر و روزنامه‌نگار در مجله اطلاعات بانوان نیز فعالیت نمود و هر هفته یکی از کارهایش در مجله منتشر می‌شد.
کسری به‌عنوان ترانه‌سرا به پیشنهاد فریدون خشنود در سال ۱۳۵۴ به‌این عرصه وارد شد و با نام هنری «هدیه» با خوانندگانی همچون نوش‌آفرین، ابی، ستار، حبیب، داریوش، هایده، مهستی، حمیرا، شهره، معین، اندی و… همکاری نمود.

## بیماری و درگذشت
لیلا کسری در سال ۱۳۵۶ و پس از آن که فرزند سومش «علیداد» را به‌دنیا آورد، دچار سرطان سینه شد. لیلا کسری بنابه گفتهٔ خودش در سال ۱۳۵۶ متوجه غده‌ای در سینه خویش شده بود، مدتی بعد برای معالجه به لندن رفت. پس از خروج از کشور و حضور در آمریکا، غدد به پهلویش زدند و سرطان روزبه‌روز پیشروی کرد. وی در طی ۱۱ سال با این بیماری که تمام وجودش را چون موریانه بلعید بود، مبارزه کرد.
لیلا کسری سرانجام در ۲۶ اردیبهشت ۱۳۶۸ و پس از عمری پُربار از ترانه و هنر، در بیمارستان سنچری سیتی (Century City) کالیفرنیا، به‌دلیل بیماری سرطان سینه درگذشت.
یکی از شاعرانی که در روزهای پایانی عمر لیلا کسری با وی ملاقات کرده بود، می‌گوید: «من شاهد بودم که لیلا کسری شیمی‌درمانی شده بود و چهره هنرمندانه و جذابش را، باد خزان، دردناک فروشکسته بود.»
در مصاحبه‌ای که دقیقاً چند هفته پیش از مرگ او توسط هما احسان، همکار قدیمی او در مجله اطلاعات بانوان با وی صورت گرفت، وی درحالی‌که به‌سختی سخن می‌گفت از ۱۷ عمل جراحی خویش سخن به‌میان آورد و از این که چون معده‌ای دیگر نداشت، غذایش جز آب چیز دیگری نیست، خبر داد و از ۱۱ سال جنگ با سرطان سینه سخن گفت.
به‌گفته هما احسان که از روزگار قلم‌زنی هدیه در اطلاعات بانوان، با او دوست بود، وی در این مصاحبه هر بار که از گذشته سخن می‌گفت بغض گلویش را می‌گرفت.

## ترانهٔ «قصهٔ من»
ترانهٔ «قصهٔ من»، از آخرین ترانه‌های سروده شدهٔ لیلا کسری بود که با صدای هایده، ملودی فرید زلاند و تنظیم آندرانیک در سال ۱۳۶۳ اجرا و منتشر شد. این ترانه به‌نوعی سرگذشت خود اوست و ماجرای دست‌وپنجه نرم کردنش با بیماری سرطان را روایت می‌کند. علاوه‌بر مصداق یافتن این ترانه در مورد خود هدیه، خیلی زود و با مرگ نابه‌هنگام هایده، این ترانه در مورد خوانندهٔ اثر نیز مصداق یافت. 
لیلا کسری در ترانهٔ «قصهٔ من»، داستان زندگی خود را بازگو کرده و درباره ۱۱ سال جنگ نافرجام با سرطان گفته‌است.
| مثل باد سرد پاییز غم لعنتی به من زد       |  | حتی باغبون نفهمید که چه آفتی به من زد     |
| رگ و ریشه هام سیاه شد تو تنم جوونه خشکید  |  | اما این دل صبورم به غم زمونه خندید        |
| آسمون مست جنونی، آسمون تشنه خونی          |  | آسمون مست گناهی، آسمون چه روسیاهی         |
| اگه زندگی عذابه، یه حباب روی آبه          |  | من به گریه‌ها می‌خندم میگم این همش یه خوابه |
| آسمون تو مرگ عشق و توی یاخته هام نوشتی    |  | این یه غمنامه تلخه که تو سر تا پام نوشتی  |
| من به لحظه شکستن اگه نزدیک اگه دورم       |  | از ترحم تو بیزار که خودم سنگ صبورم        |
| آسمون تیشه ت شکسته من دیگه رو پام می مونم |  | منو از تنم بگیری تو ترانه هام می مونم     |

## ترانه‌ها
لیلا کسری با نام هنری هدیه در طی دوران ترانه‌سرایی خویش برای بیش از ۶۰ آهنگ گوناگون از خواننده‌های مختلف ترانه سروده‌است. ازجمله ترانه‌های لیلا کسری که اکثرشان با صدای هایده منتشرشده می‌توان به «دعای سحر»، «خراباتی»، «شب عشق»، «تاریخ عشق»، «اشاره»، «سیاه‌چشمون»، «دل دیوونه»، «قصهٔ من»، «تو که نیستی»، «یا رب» و «مهربون من» اشاره کرد.
شعر صلحِ سفید و آبی (طنین صلح) که برای جنگ نابودگر ایران و عراق توسط معین، مرتضی، فتانه، اندی و کورس به‌صورت گروهی اجرا شده نیز از سروده‌های اوست.